# Collegiove
Collegiove ist eine Gemeinde in der Provinz Rieti in der italienischen Region Latium mit 125 Einwohnern (Stand 31. Dezember 2023). Sie liegt 79 km nordöstlich von Rom und 50 km südöstlich von Rieti.

## Geographie
Collegiove liegt oberhalb des Lago di Turano und des Tals des Turano und unterhalb des Monte Carseolano in den Sabiner Bergen. Ein großer Teil des Gemeindegebiets gehört zum Naturreservat Monti Navegna e Cervia. Es ist Mitglied der Comunità Montana del Turano.
Die Nachbarorte sind Ascrea, Collalto Sabino, Marcetelli, Paganico Sabino, Pozzaglia Sabina und Turania.

## Geschichte
Möglicherweise wurde der Ort bereits in der Antike an einem Jupitertempel gegründet. Ab dem Mittelalter gehörte er zur Herrschaft Collalto und teilte deren Schicksal.

## Bevölkerungsentwicklung
| Jahr      | 1861 | 1881 | 1901 | 1921 | 1936 | 1951 | 1971 | 1991 | 2001 |
| Einwohner | 461  | 474  | 576  | 671  | 666  | 623  | 341  | 201  | 176  |

Quelle: ISTAT

## Politik
Ab dem 26. Mai 2019 ist Domenico Manzocchi (Lista Civica: Per Collegiove) Bürgermeister.

## Kulinarische Spezialitäten
Collegiove ist für die Steinpilze aus den umliegenden Wäldern bekannt.